# Seleção Sul-Africana de Futebol
A Seleção Sul-Africana de Futebol (em inglês:  South Africa national football team; em africâner: Suid-Afrikaanse nasionale sokker span) representa a África do Sul nas competições de futebol da FIFA. Seu apelido é Bafana Bafana, um termo da língua zulu que significa "Os Garotos". Ela é filiada à FIFA, CAF e COSAFA.

## História
O futebol existe no país desde o século XIX, mas, por conta da discriminação racial oficial que vigorava no país (o apartheid) até o início da última década de 1990, não havia uma única Seleção, assim como também não havia uma Federação: brancos e negros possuíam seus próprios times, seleções e associações. A Federação Branca fora fundada em 1892; a Hindu, em 1903; a Bantu, em 1933, e, três anos depois, a Parda.
A Branca foi a única que chegou a ser oficializada pela FIFA, em 1958, mesmo ano em que o país foi expulso da CAF. Dois anos depois, entretanto, a entidade máxima estabeleceu prazo de um ano para que a discriminação na seleção terminasse, o que não ocorreu. Em 1961, portanto, a Federação Branca foi suspensa. Ainda naquele ano, o presidente recém-eleito do órgão, Stanley Rous, influenciou para que a suspensão terminasse (o que acabou ocorrendo em 1963), afirmando que a FIFA não deveria envolver-se com questões políticas de cada país, e que o futebol poderia regredir na África do Sul. Entretanto, em 1964 a suspensão foi reimposta em congresso anual da FIFA, que expulsou formalmente a Federação Branca em 1976, após o massacre de Soweto.
O apartheid foi extinto em 1991, e uma Seleção e Federação multiculturais e únicas foram criadas e logo reconhecidas. A primeira partida da nova Seleção foi válida já pelas eliminatórias para a Copa de 1994, em julho de 1992, vencendo Camarões por 1 x 0. A classificação acabou não vindo, mas em 1996 o país, disputando pela primeira vez a Copa das Nações Africanas, venceu, como sede, o torneio continental, tornando-se uma potência africana. Dois anos depois, já figurava na Copa de 1998 e nova classificação viria para o Mundial de 2002, onde obtiveram sua primeira vitória, um 1 x 0 sobre a Eslovênia. Entretanto, os sul-africanos foram novamente eliminados na primeira fase, por terem a diferença mínima em relação ao saldo de gols do Paraguai.
Os pardos costumam ter maior destaque no país; são identificados pelos sobrenomes ocidentais, como Benni McCarthy (estrela do futebol sul-africano na atualidade), Quinton Fortune, Steven Pienaar, Shaun Bartlett, Delron Buckley e Elrio van Heerden. Os negros, que reúnem representantes de várias etnias negras do país, como os bantus, os xhosas e os zulus, podem ser identificados por sobrenomes "africanos", como Lucas Radebe (ex-capitão e ex-jogador do Leeds United), Doctor Khumalo, Jacob Lekgetho (falecido em 2008), Aaron Mokoena (recordista de jogos com a camisa da África do Sul), Siyabonga Nomvethe (com passagem pela Udinese), MacBeth Sibaya, Sibusiso Zuma e Cyril Nzama.
Mesmo entre os brancos (que, no país, geralmente preferem o rúgbi), há etnias diferentes: há os descendentes dos colonizadores britânicos, como Mark Fish, Eric Tinkler e Bradley Carnell, e os dos colonizadores neerlandeses (os bôeres), como Hans Vonk (com passagens por Ajax e Heerenveen) e Bruce Grobbelaar (que jogou pelo Zimbábue). George Koumantarakis, um imigrante grego, jogou o mundial de 2002, onde também figurou um descendente de libaneses, Pierre Issa, presente também na edição de 1998, onde marcou o primeiro gol do país em Copas - para a sua infelicidade, foi contra.
A Seleção Sul-Africana, que não foi para a Copa de 2006, voltou às Copas como sede do mundial de 2010. No ano anterior, sediou e participou também da Copa das Confederações de 2009 quando terminou em quarto lugar. No Mundial jogado em casa, os sul-africanos decepcionaram: na 1ª fase empataram com o México, perderam para o Uruguai e venceram a França na última rodada, mas esses resultados não foram suficientes para que a seleção passasse às oitavas-de-final. Foi a primeira vez na história que o anfitrião de uma Copa do Mundo caiu ainda na primeira fase da competição. Seu pior resultado foi no jogo Brasil 5 x 0 África do Sul no dia: 05/03/2014.

## Títulos
| CONTINENTAIS | CONTINENTAIS                   | CONTINENTAIS | CONTINENTAIS                  |
|              | Competição                     | Vezes        | Ano                           |
| ------------ | ------------------------------ | ------------ | ----------------------------- |
|              | Campeonato Africano das Nações | 1            | 1996                          |
|              | Copa das Nações Afro-Asiáticas | 1            | 1997                          |
|              | Copa COSAFA                    | 5            | 2002, 2007, 2008, 2016 e 2021 |

## Dez jogadores com mais atuações
em itálico, os jogadores que ainda estão em atividade.
- 1º - Aaron Mokoena (104 jogos desde 1999)
- 2º - Benni McCarthy (79 jogos desde 1997)
- 3º - Siyabonga Nomvethe (79 jogos desde 1999)
- 4º - Shaun Bartlett (74 jogos entre 1995 e 2005)
- 5º - John Moshoeu (73 jogos entre 1992 e 2004)
- 6º - Delron Buckley (73 jogos entre 1998 e 2008)
- 7º - Lucas Radebe (70 jogos entre 1992 e 2003)
- 8º - Andre Arendse (67 jogos entre 1995 e 2004)
- 9º - Sibusiso Zuma (67 jogos entre 1998 e 2008)
- 10º - Mark Fish (62 jogos entre 1993 e 2004)

### Artilheiros
- 1º - Benni McCarthy (31 gols)
- 2º - Shaun Bartlett (29 gols)
- 3º - Phil Masinga (18 gols)
- 4º - Katlego Mphela (18 gols)
- 5º - Siyabonga Nomvethe (16 gols)
- 6º - Sibusiso Zuma (13 gols)
- 7º - Teko Modise (10 gols)
- 8º - Delron Buckley (10 gols)
- 9º - Bernard Parker (10 gols)
- 10º - Doctor Khumalo (9 gols)

## Campanhas em Copas
| Desempenho na Copa do Mundo | Desempenho na Copa do Mundo | Desempenho na Copa do Mundo | Desempenho na Copa do Mundo | Desempenho na Copa do Mundo | Desempenho na Copa do Mundo | Desempenho na Copa do Mundo | Desempenho na Copa do Mundo | Desempenho na Copa do Mundo |  |
| Ano                         | Fase                        | Posição                     | J                           | V                           | E                           | D                           | GP                          | GC                          |  |
| --------------------------- | --------------------------- | --------------------------- | --------------------------- | --------------------------- | --------------------------- | --------------------------- | --------------------------- | --------------------------- |  |
| 1930                        | Não Participou              | -                           | -                           | -                           | -                           | -                           | -                           | -                           |  |
| 1934                        | Não Participou              | -                           | -                           | -                           | -                           | -                           | -                           | -                           |  |
| 1938                        | Não participou              | -                           | -                           | -                           | -                           | -                           | -                           | -                           |  |
| 1950                        | Não participou              | -                           | -                           | -                           | -                           | -                           | -                           | -                           |  |
| 1954                        | Não participou              | -                           | -                           | -                           | -                           | -                           | -                           | -                           |  |
| 1958                        | Não participou              | -                           | -                           | -                           | -                           | -                           | -                           | -                           |  |
| 1962                        | Não participou              | -                           | -                           | -                           | -                           | -                           | -                           | -                           |  |
| 1966                        | Não participou              | -                           | -                           | -                           | -                           | -                           | -                           | -                           |  |
| 1970                        | Não Participou              | -                           | -                           | -                           | -                           | -                           | -                           | -                           |  |
| 1974                        | Não Participou              | -                           | -                           | -                           | -                           | -                           | -                           | -                           |  |
| 1978                        | Não participou              | -                           | -                           | -                           | -                           | -                           | -                           | -                           |  |
| 1982                        | Não participou              | -                           | -                           | -                           | -                           | -                           | -                           | -                           |  |
| 1986                        | Não Participou              | -                           | -                           | -                           | -                           | -                           | -                           | -                           |  |
| 1990                        | Não Participou              | -                           | -                           | -                           | -                           | -                           | -                           | -                           |  |
| 1994                        | Não participou              | -                           | -                           | -                           | -                           | -                           | -                           | -                           |  |
| 1998                        | Fase de Grupos              | 24/32                       | 3                           | 0                           | 2                           | 1                           | 3                           | 6                           |  |
| 2002                        | Fase de Grupos              | 17/32                       | 3                           | 1                           | 1                           | 1                           | 5                           | 5                           |  |
| 2006                        | Não participou              | -                           | -                           | -                           | -                           | -                           | -                           | -                           |  |
| 2010                        | Fase de Grupos              | 20/32                       | 3                           | 1                           | 1                           | 1                           | 3                           | 5                           |  |
| 2014                        | Não participou              | -                           | -                           | -                           | -                           | -                           | -                           | -                           |  |
| 2018                        | Não participou              | -                           | -                           | -                           | -                           | -                           | -                           | -                           |  |
| 2022                        | Não participou              | -                           | -                           | -                           | -                           | -                           | -                           | -                           |  |
| 2026                        | A definir                   |                             |                             |                             |                             |                             |                             |                             |  |
| Total                       | 3/21                        | 0 Títulos                   | 9                           | 2                           | 4                           | 3                           | 11                          | 16                          |  |

## Material esportivo
| Fornecedor     | Período       |
| -------------- | ------------- |
| Kappa          | 1994–1998     |
| Adidas         | 1999–2010     |
| Puma           | 2011–2013     |
| Nike           | 2014–2020     |
| Le Coq Sportif | 2020–presente |